# Setto (micologia)
I setti sono pareti divisorie che delimitano le cellule delle ife fungine..

## Descrizione
I setti si generano dalla parete apicale in circa dieci minuti dopo che la cellula si è duplicata. L'ifa in accrescimento è una successione di cellule che hanno il setto come parete comune, dotate però di un foro attraverso il quale il citoplasma della cellula può fluire, e permette anche il passaggio del nucleo appena replicato che migrerà nella nuova cellula in formazione.
Ecco alcuni esempi di particolari ife:
- I lieviti sono invece disarticolati, ogni cellula è a sé stante(non ha punti di contatto con altre sue simili)
- I Deuteromiceti (chiamati anche funghi inferiori) non possiedono setti.
- Negli Ascomiceti possono essere presenti, in prossimità dell'apertura del setto, dei corpuscoli sferoidali detti corpi di Woronin i quali, essendo mobili, possono andare a bloccare il passaggio sotto la spinta citoplasmatica eccessiva. In caso di rottura accidentale dell'ifa, questo fatto costituisce un meccanismo di sopravvivenza, poiché impedisce la dispersione e fuoriuscita del citoplasma. La sua eccessiva produzione può, determinando un aumento di pressione, ugualmente bloccare il passaggio e causare una spinta trasversale, stimolando  un accrescimento in quelle direzioni, e dando origine a ramificazioni laterali delle ife. Questo avviene se nel substrato c'è azoto sufficiente per la tumultuosa sintesi proteica.
- Differente e molto più evoluta la forma dei setti nei Basidiomiceti, non sono presenti corpi di Woronin e il setto presenta un rigonfiamento a forma di cuffia emisferica (parentosoma) variamente perforata, l'apertura prende il nome di doliporo, non ha lo stesso aspetto in tutte le specie, agisce circa come uno sfintere, ma in alcune specie la membrana si dissolve per far transitare il nucleo, e il doliporo si riforma successivamente.